# Mount Curdie
Mount Curdie är ett berg i Australien. Det ligger i regionen MacDonnell och territoriet Northern Territory, omkring 1 400 kilometer söder om territoriets huvudstad Darwin. Toppen på Mount Curdie är 947 meter över havet.
Trakten runt Mount Curdie är nära nog obefolkad, med mindre än två invånare per kvadratkilometer.. Det finns inga samhällen i närheten.
Omgivningarna runt Mount Curdie är i huvudsak ett öppet busklandskap. Genomsnittlig årsnederbörd är 368 millimeter. Den regnigaste månaden är februari, med i genomsnitt 76 mm nederbörd, och den torraste är augusti, med 2 mm nederbörd.